# Botanitsjeski

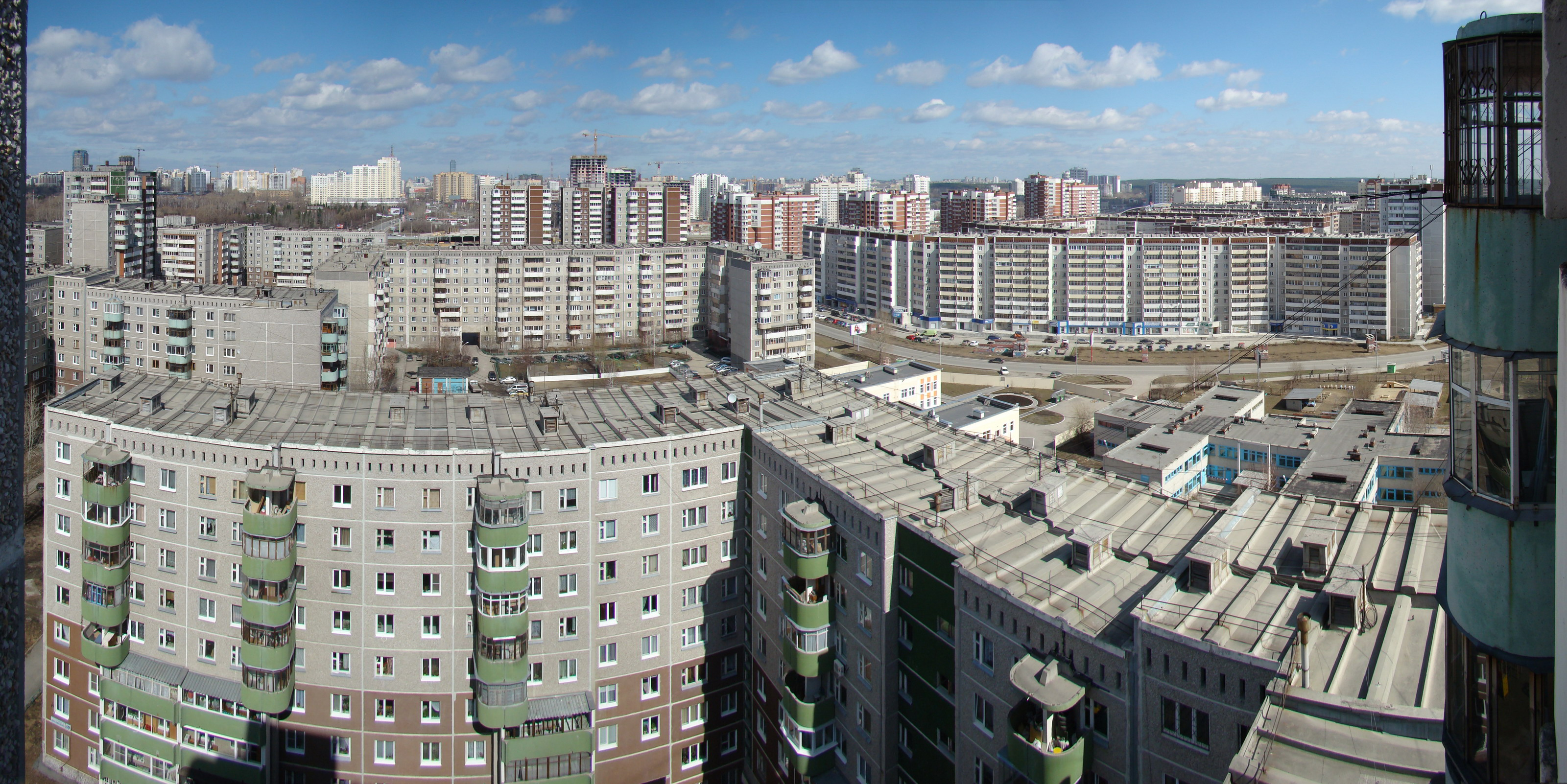

Botanitsjeski (Russisch: Ботанический; "botanisch"), ook Botanika (Ботаника) genoemd, is een microdistrict in het zuiden van de Russische stad Jekaterinenburg, gelegen in het district Tsjkalovski. Het microdistrict vormt een van de nieuwere slaapdistricten van de stad. De bouw begon vanaf de oelitsa 8 Marta in 1990, terwijl het grootste deel werd gerealiseerd vanaf 1995. De wijk bestaat voor het grootste deel uit prefab-flats met 10 tot 12 verdiepingen. De belangrijkste ontsluitingswegen worden gevormd door de oelitsa Belinskogo en de oelitsa 8 Marta, die Botanitsjeski verbindt met de rest van de stad. De woonwijk heeft sinds 2005 een soort van S-Bahn (gorodskaja elektritsjka)-verbinding met het centraal station van Jekaterinenburg, die vertrekt vanaf de oelitsa Selkorovskaja (microdistrict Tsjermet) en ook een snelle verbinding biedt met de internationale luchthaven Koltsovo. Momenteel wordt ook gebouwd aan een bovengronds metrostation aan de Oeralskaja-lijn van de metro van Jekaterinenburg, dat volgens de planning in 2010 gereed moet komen.
In het microdistrict bevindt zich het grootste winkelcentrum van de stad; Dirizjabl ("luchtballon") met meer dan 350 winkels. Ook bevindt zich er een hypermarkt (Monetka), een bowling, kinderparadijs en een waterpark.